# Buccheri
Buccheri is een gemeente in de Italiaanse provincie Syracuse (regio Sicilië) en telt 2244 inwoners (31-12-2004). De oppervlakte bedraagt 57,4 km², de bevolkingsdichtheid is 39 inwoners per km².

## Demografie
Buccheri telt ongeveer 946 huishoudens. Het aantal inwoners daalde in de periode 1991-2001 met 15,8% volgens cijfers uit de tienjaarlijkse volkstellingen van ISTAT.
| Jaar | Inwoneraantal |
| ---- | ------------- |
| 1991 | 2755          |
| 2001 | 2320          |

## Geografie
De gemeente ligt op ongeveer 820 m boven zeeniveau.
Buccheri grenst aan de volgende gemeenten: Buscemi, Carlentini, Ferla, Francofonte, Giarratana (RG), Vizzini (CT).

## Geboren
- Anna LoPizzo (1878-1912), arbeidster in Massachusetts die gedood werd tijdens de staking van 1912
- Salvatore Barberi (1899-1994), kinderarts en parlementslid

## Externe link

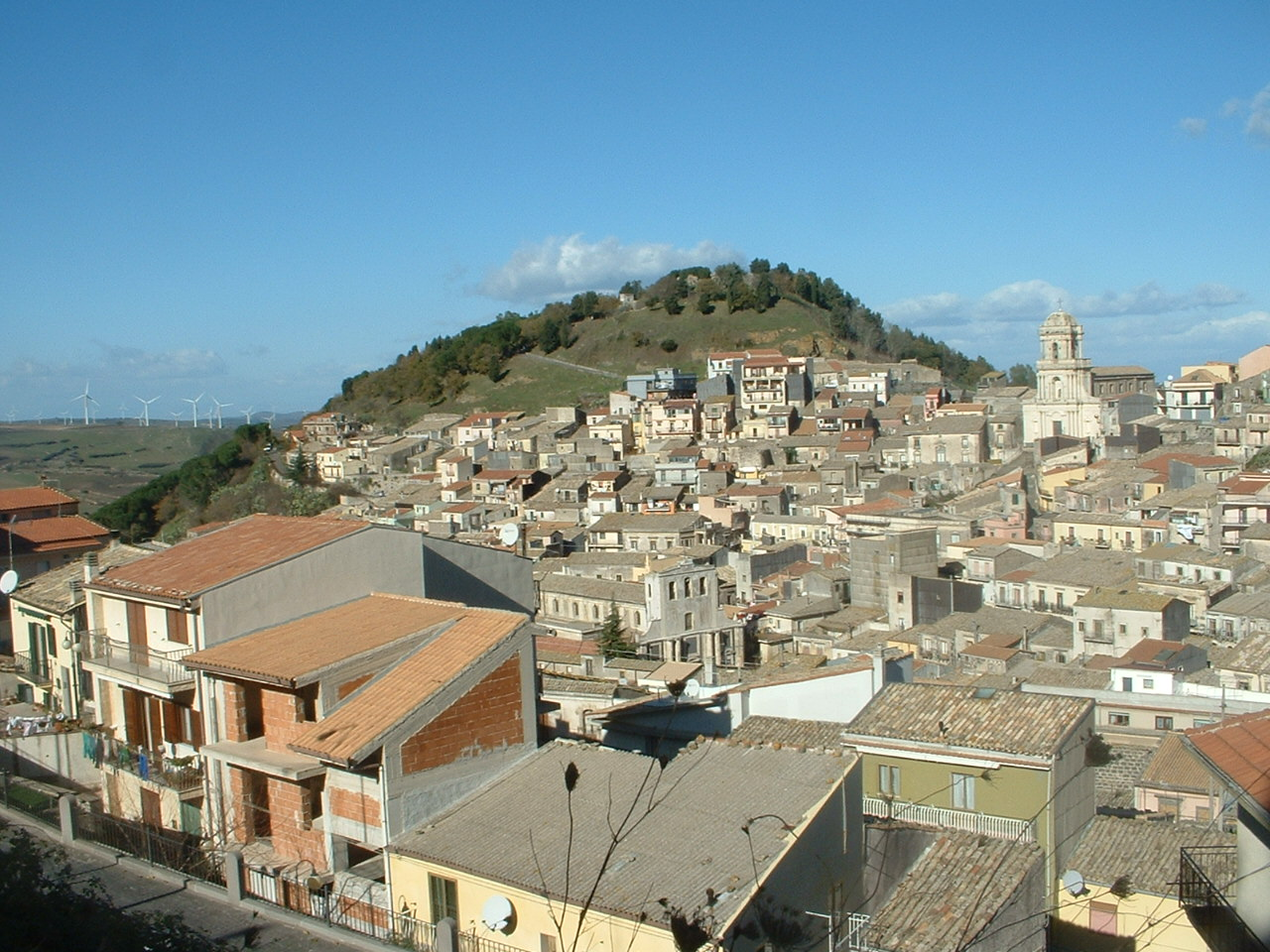
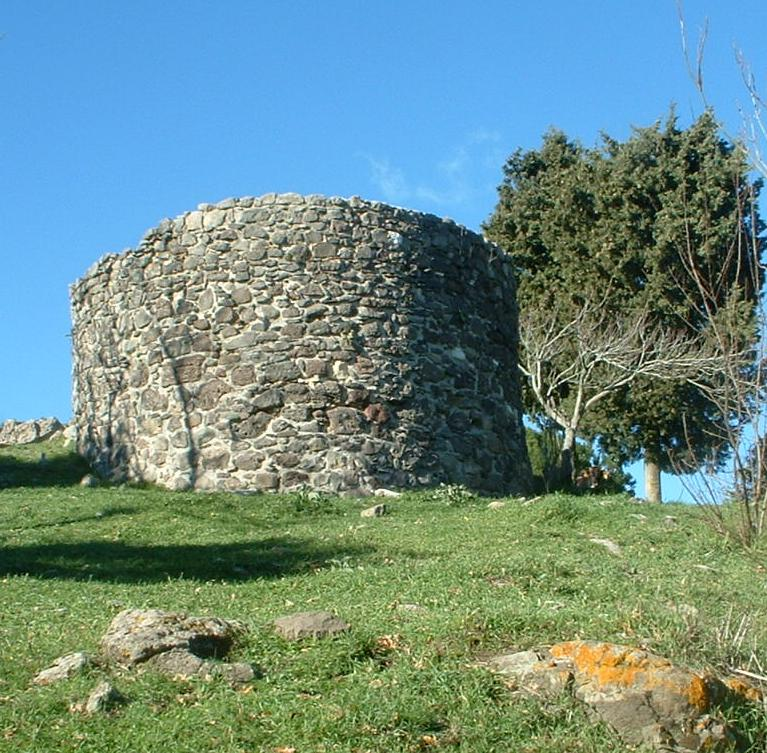
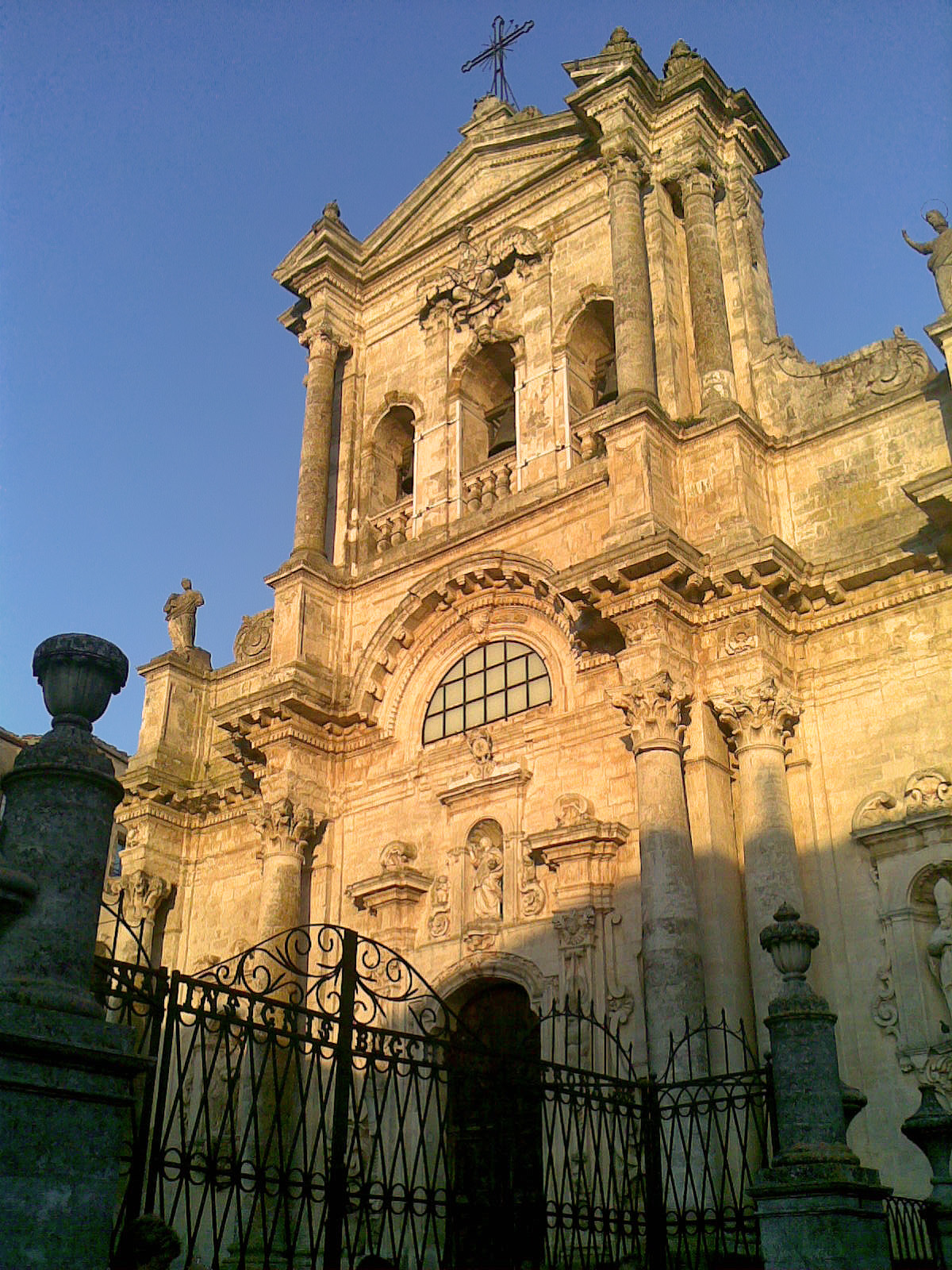
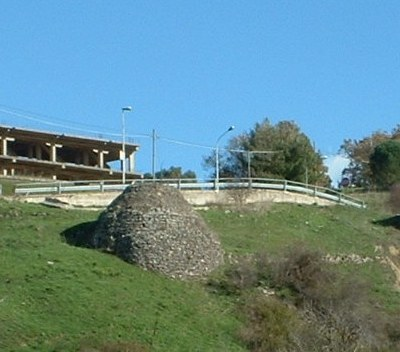